# کذلک
کذلک روستایی از توابع بخش مرکزی شهرستان آبیک در استان قزوین ایران است. مردم کذلک به زبان تاتی سخن می‌گویند.
کذلک در دل خود معدنی از جنس خاک سفید دارد.

## جمعیت
این روستا در دهستان کوهپایه شرقی قرار دارد و براساس سرشماری مرکز آمار ایران در سال ۱۳۸۵، جمعیت آن ۹۷ نفر (۲۷خانوار) بوده است.